# 平和の灯 (広島市)

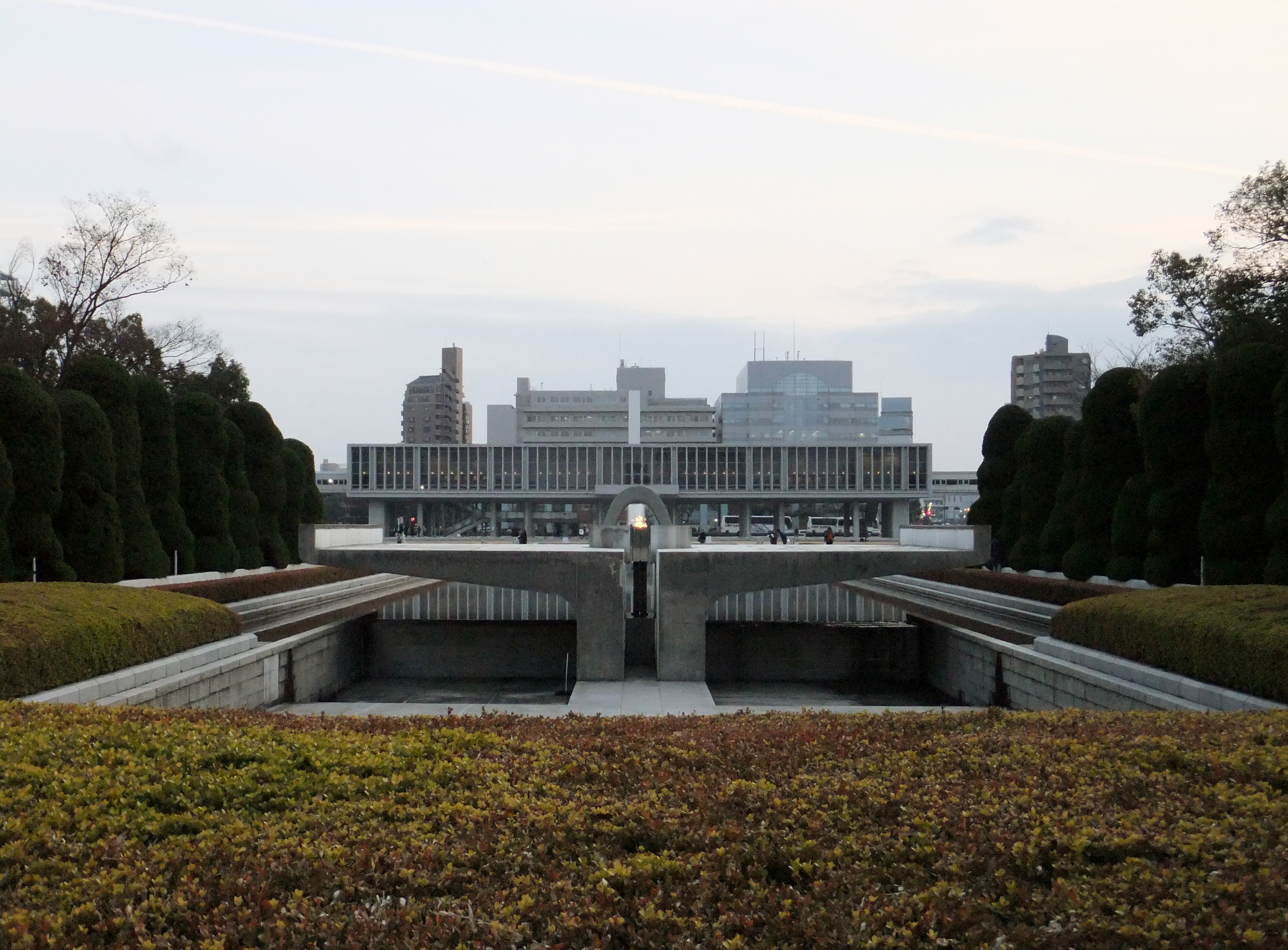
平和の灯。奥のアーチが原爆死没者慰霊碑、その奥が広島平和記念資料館。

平和の灯（へいわのともしび、英: Peace Flame）は、広島県広島市の広島平和記念公園内にある火および火台。

## 概要
1964年（昭和39年）8月1日建立。建立者は平和の灯建設委員会。設計は丹下健三。反核と恒久平和実現まで燃やし続けられている。
火種は、全国12宗派からの「宗教の火」、全国の工場地帯からの「産業の火」から。その火種の一つに宮島弥山の「消えずの霊火」が用いられている。以降、ずっと消えずに燃えている。
この炎は、1994年のアジア競技大会や1985年の夏季ユニバーシアードなど、国内で開催されたいくつかのスポーツイベントで聖火として採火されている。

## 構造
鉄筋コンクリート構造。高さ3m×幅13m×奥行8m。手首を合わせ、手のひらを大空にひろげた形を表現している。その中央で火が焚かれている。
南側にある幅17m×長さ70mの池は「平和の池」と呼ばれている。1957年（昭和32年）8月3日建立で、平和の灯より先に建立されており、当初はその南側の原爆死没者慰霊碑の3方を取り囲む幅2m程の小さなものだったが、平和の灯建立の際に現在の状況まで拡張された。
なお北から、原爆ドーム、平和の灯、慰霊碑、広島平和記念資料館、と同一南北軸線上に存在している。

## 沿革
- 1964年
  - 1月、核兵器禁止平和建設国民会議が建設を正式に公表。[2]
  - 3月、平和の灯建設委員会初会合。[3]
  - 5月26日、起工式。[4]
  - 8月1日、点灯式[5]。点火は、被爆日である1945年（昭和20年）8月6日生まれの7人の広島の女性により行われた。以降、毎年8月1日に全国から数宗派があつまる「平和の灯まつり」を開催。
- 1974年8月、毎年行って来た平和の灯まつりをこの年限りで中止。[6]
- 1990年、札幌冬季アジア大会において、聖火として採火された[7]。
- 1994年、広島アジア大会において、前回大会の北京で採火された聖火とここの平和の灯で採火された火を一つのトーチに集火され、聖火リレーが行われた[8]。
- 2006年1月11日午前7時50分頃、平和の灯と平和記念像の台座、トイレに落書き。
- 2012年、2012 FIFA U-20女子ワールドカップグループリーグD会場となった広島広域公園陸上競技場に灯す聖火に採用された[9]。

## 原爆の火
広島市への原爆投下によって発生した「原爆の火」は広島市内にはなく、福岡県八女市星野村にあり、現在も保守されている。
これは、同村出身で当時兵役についていた男性が、市内革屋町（現在の中区本通）で書店（金正堂書店）を営んでいた叔父の消息を求めて被爆後の広島に入市し、同書店の地下倉庫跡で燻っていた火を懐炉に移し、同村に持ち帰ったことが始まりである。この火は個人が管理していたが、1968年（昭和43年）に「平和の火」として星野村が引継ぎ、2010年市町村合併に伴い八女市が現在引き継いでいる。なお、金正堂書店は戦後、店主の遺族の手で復興し、被爆当時の店舗所在地のまま営業を続けていたが、2011年に閉店した。（店頭での一般書籍の販売は終了したが、現在も教科書などの外商部門は、同じビルで継続している。）。
現在、全国に分火されている平和の火は、広島「平和の灯」、長崎「ナガサキ誓いの火」、星野村「平和の火」の3つを集火することが慣例となっている。
この実話を基に、安藤由布樹作詞・作曲のカンタータ「この灯を永遠に」が作られ、全国各地で歌われている。